# IAI (przedsiębiorstwo)
IAI (do 2008 r. IAI-System.com sp.j.) – firma IT, założona w 2000 roku przez Pawła Fornalskiego i Sebastiana Mulińskiego. W ofercie spółki są dwa produkty IdoSell (platforma typu SaaS dla sklepów internetowych) oraz IdoBooking (internetowy system rezerwacji i channel manager dla najmu krótkoterminowego).

## Historia
Firma została założona w 2000 roku przez Pawła Fornalskiego i Sebastiana Mulińskiego. Stworzyli oni społecznościowy portal muzyczny HipHop.pl. Ponadto, na zlecenie, stworzyli i poprowadzili sklep internetowy, który osiągnął bardzo dobre wyniki. Sukces przyciągnął innych przedsiębiorców. Tak powstały podwaliny IdoSell (wcześniej IAI Shop i IdoSell Shop), platformy sklepowej, która pozwala na tworzenie profesjonalnych sklepów internetowych i wspiera ich sprzedaż. W 2009 roku firma IAI zadebiutowała na NewConnect. W 2013 roku wprowadziła kolejny produkt – IdoBooking.
W roku 2019, za wezwaniem MCI Capital (fundusz przejął pakiet większościowy), IAI wyszło z giełdy. W momencie inwestycji spółka została wyceniona na 300 mln zł. W 2020 roku sprzedawcy, którzy korzystali z usług IdoSell osiągnęli rekordowe GMV o wartości 12,5 mld zł. Pod koniec lipca 2021 roku IAI przejęło pakiet większościowy węgierskiej platformy sklepowej Shoprenter.

## IdoSell
To kompleksowa usługa dla sklepów i hurtowni internetowych. Platforma sklepowa w modelu SaaS (Software as a Service) obsługuje ponad 6,5 tys. sklepów, które generują łącznie ponad 14,5 mld zł obrotu rocznie. Korzystają z niej głównie sklepy internetowe, które mają ponad 200 zamówień miesięcznie. Charakteryzuje ją autoskalowalność, duża liczba darmowych narzędzi i integracji oraz funkcjonalności, które wspierają cross-border. IdoSell współpracuje m.in. Google, Facebook, Allegro (portal internetowy), EBay, InPost, DPD Polska, Wish, Frisbo, Amazon.com, Gonito, Symfonią.

## IdoBooking
System rezerwacji online, który umożliwia prowadzenie strony pod własną domeną. Skierowany w szczególności do właścicieli apartamentów, hoteli, obiektów noclegowych, wypożyczalni samochodów oraz organizatorów atrakcji turystycznych. Ważnym elementem systemu jest tzw. Channel Manager, który łączy w czasie rzeczywistym m.in. z Airbnb, Booking.com oraz Expedia, synchronizując dostępność, ceny i rezerwacje.

## Nagrody i wyróżnienia
2021:
- nagroda CEE X-Tech Awards – M&A Roku

2020:
- certyfikat „Zrobione w Szczecinie”

2019:
- Perła Biznesu 2018 za osobowość roku dla Pawła Fornalskiego, prezesa IAI
- Diament Forbesa 2019

2018:
- wyróżnienie w konkursie Kod Innowacji GS1 w kategorii e-commerce
- Diament Forbesa 2018
- „Równa firma 2018”, a Sebastian Muliński otrzymuje wyróżnienie „Menadżer Roku”

2016:
- Ekomers dla IdoSell i Super Ekomers dla Pawła Fornalskiego za osobowość roku Paweł Fornalski osobowością roku 2016 z nagrodą Super Ekomersa.
- Diament Forbesa 2016

2015:
- Ekomersy 2015 – I miejsce w kategorii Platforma sklepowa i V miejsce w kategorii Firma wspierająca ekspansję międzynarodową e-sklepów
- „Równa firma 2015”

2014:
- IAI w prestiżowym rankingu Fast500 EMEA
- Laureat Deloitte Technology Fast 50Central Europe 2014
- nagroda „Dobra Marka 2014”

2013:
- Laureat Deloitte Technology Fast 50Central Europe 2013

2012:
- IAI w prestiżowym rankingu Fast500 EMEA
- Laureat Deloitte Technology Fast 50 Central Europe 2012

2011:
- Laureat Deloitte Technology Fast 50 Central Europe 2011

2010:
- Laureat Konkursu Gospodarczego Marszałka Województwa Zachodniopomorskiego w kat. Usługa Roku
- Laureat Nagrody Gospodarczej Prezydenta Miasta Szczecin „Mały Przedsiębiorca”

2009:
- Laureat Nagrody Gospodarczej Prezydenta Miasta Szczecin „Nagroda Specjalna”
- Perły Biznesu 2009 – wyróżnienie w kategorii Wydarzenie Gospodarcze

Źródło: IAI.